# اتحاد سوسیالیستی کارگری
اتحاد سوسیالیستی کارگری یک سازمان چپ‌گرا و سوسیالیست در اپوزیسیون نظام جمهوری اسلامی ایران است که علیه این حکومت فعالیت می‌کند. اتحاد سوسیالیستی کارگری در سال ۱۳۷۸ در نتیجهٔ انشعاب از حزب کمونیست کارگری ایران تأسیس شده‌است. پایه‌گذاران اتحاد سوسیالیستی کارگری دو تن از چهار مؤسس حککا یعنی رضا مقدم و ایرج آذرین هستند، گفته می‌شود که از اعضای قدیم این سازمان همین دو نفر باقی مانده‌اند. رهبران اتحاد سوسیالیستی کارگری، رضا مقدم و محمد حسین هستند.
این سازمان گاهنامه‌ای به‌نام «بارو» و یک نشریه به‌ نام «به پیش!» منتشر می‌کند. آذرین در کتابی به نام "در دفاع از مارکسیسم" به نقد سیاست‌های حزب کمونیست کارگری ایران پرداخت. سازمان سوسیالیست‌ساز افغانستان، سازمان خواهر اتحاد سوسیالیستی کارگری ایران به‌شمار می‌آید.

## اتهام کار امنیتی
اتحاد سوسیالیستی کارگری در برخورد به جنبش دانشجویی در سال ۱۳۸۷ به دلیل متصل کردن این دانشجویان به حزب حکمتیست به نئوتوده‌ایسم متهم شد و گفته می‌شود که این سازمان از آن به بعد در میان بخش‌های بزرگی از جنبش چپ منزوی شده‌است. اتحاد سوسیالیستی کارگری کانالی به نام "به پیش" را در یوتیوب ساخته است.

## اهداف
اتحاد سوسیالیستی کارگری خود را جزئی از گرایش سوسیالیستی در جنبش طبقه کارگر ایران می‌داند و برای رهای کارگران به نیروی خود طبقه کارگر مبارزه می‌کند. این سازمان هدف نهایی خود را برانداختن نظام سیاسی و اقتصادی سرمایه‌داری و جایگزین کردن آن با یک نظام اشتراکی اعلام کرده که برای اولین بار در تاریخ بشر آرمان جامعه فارغ از تقسیم طبقاتی را محقق کند و به نابرابری اقتصادی و اجتماعی پایان دهد، و امکان رشد آزادانه شخصیت و تحقق ظرفیت‌های فرد را برای تمام آحاد جامعه فراهم سازد.

## پیوستن به شورای همکاری نیروهای چپ و کمونیست
اتحاد سوسیالیستی کارگری در ۱۵ بهمن ۱۴۰۱ با انتشار بیانیه‌ای ضمن برشمردن ۴ ویژگی برای بلوک سوسیالیستی در شرایط پس از آغاز خیزش مردمی، از پیوستن خود به شورای همکاری نیروهای چپ و کمونیست خبر داد و این ائتلاف را دارای ظرفیت برای تحقق این اهداف اعلام کرد.